# Ludospace

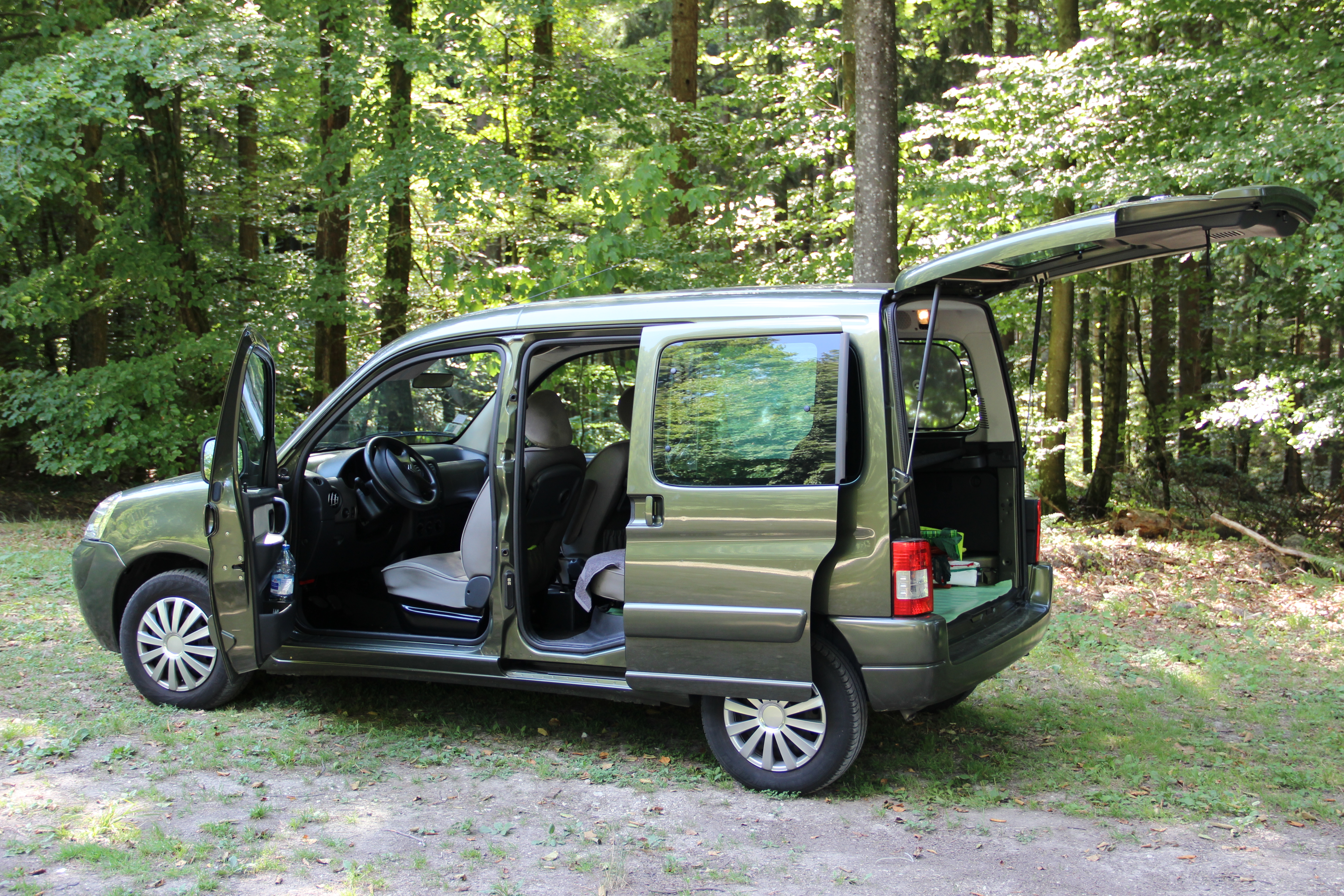
Un Citroën Berlingo.

Un ludospace (aussi appelé combispace, ou encore Leisure Activity Vehicle en anglais) est un véhicule automobile familial de gabarit compact ou moyen généralement dérivé d'un utilitaire léger. 
Le terme est une contraction de « ludique » et de « monospace », considérant la praticité, et donc compatibilité avec les activités familiales et récréatives, des véhicules utilitaires lorsqu'ils sont aménagés pour devenir des voitures particulières.

## Origines

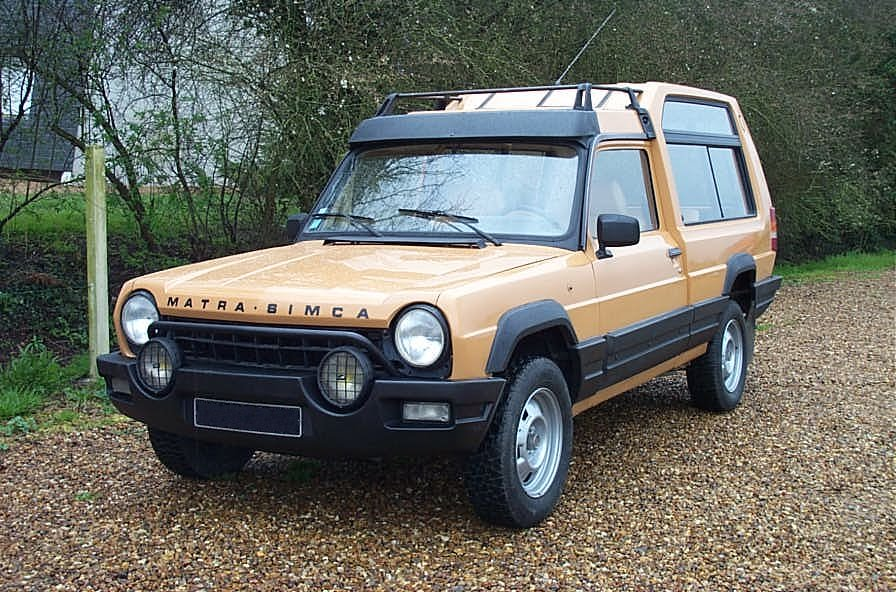
Le Matra-Simca Rancho, sortie en 1977.

Les précurseurs de cette catégorie, surtout présente en Europe, sont les jumeaux Citroën Berlingo et Peugeot Partner, apparus en 1996, suivis par le Renault Kangoo l'année suivante.
Le Matra-Simca Rancho peut être considéré comme l'inspirateur de cette catégorie, sorti deux décennies avant que le terme n'apparaisse. Notons qu'il y eut aussi des versions cinq places des Citroën Acadiane, Renault 4 fourgonnette, Citroën C15 et Renault Express. Néanmoins, ces modèles restaient assez proches des versions utilitaires et étaient peu prisés par le public familial.

## Place sur le marché
Les ludospaces se présentent comme une alternative bon marché aux monospaces compacts. Largement dérivés d'utilitaires existants, leurs coûts de conception se révèlent plus faibles que ceux des monospaces. En contrepartie, ils adoptent un style plus utilitaire, parfois jugé disgracieux.

## Différences avec d'autres catégories
Les mini-monospaces ou petits monospaces (ou encore minispaces), monospaces compacts et autres Sport Utility Vehicle (SUV) sont également des véhicules hauts, à vocation généralement familiale. La différence de ces types de véhicules avec les ludospaces est qu'il ne dérivent pas directement de véhicules utilitaires, ils sont des modèles à part entière.

## Cas particuliers
Le Skoda Roomster est généralement assimilé à la catégorie des ludospaces, du fait de son design cubique, de sa vocation familiale et de son positionnement marketing ciblant les ludospaces. Il faut toutefois noter qu'il ne dérive pas d'un véhicule utilitaire (une version utilitaire nommée Skoda Praktik vendue dans quelques rares pays existe, mais elle dérive du Roomster et non pas l'inverse).
Pour des raisons marketing de différenciation entre le modèle utilitaire et le modèle à destination d'une clientèle particulière, les constructeurs utilisent parfois des appellations commerciales spécifiques pour souligner la singularité de leurs ludospaces. On peut par exemple citer le Mercedes-Benz Citan de deuxième génération, dont la variante ludospace est appelée Mercedes-Benz Classe T ; ou encore le Peugeot Partner de troisième génération, nommé Peugeot Rifter en version ludospace.

### Exemples de ludospaces
- Citroën Berlingo
- Citroën Nemo
- Dacia Dokker
- Fiat Doblò
- Fiat Fiorino Qubo
- Ford Tourneo Connect
- Ford Tourneo Courier
- Foton Midi
- Nissan NV 250
- Nissan Townstar

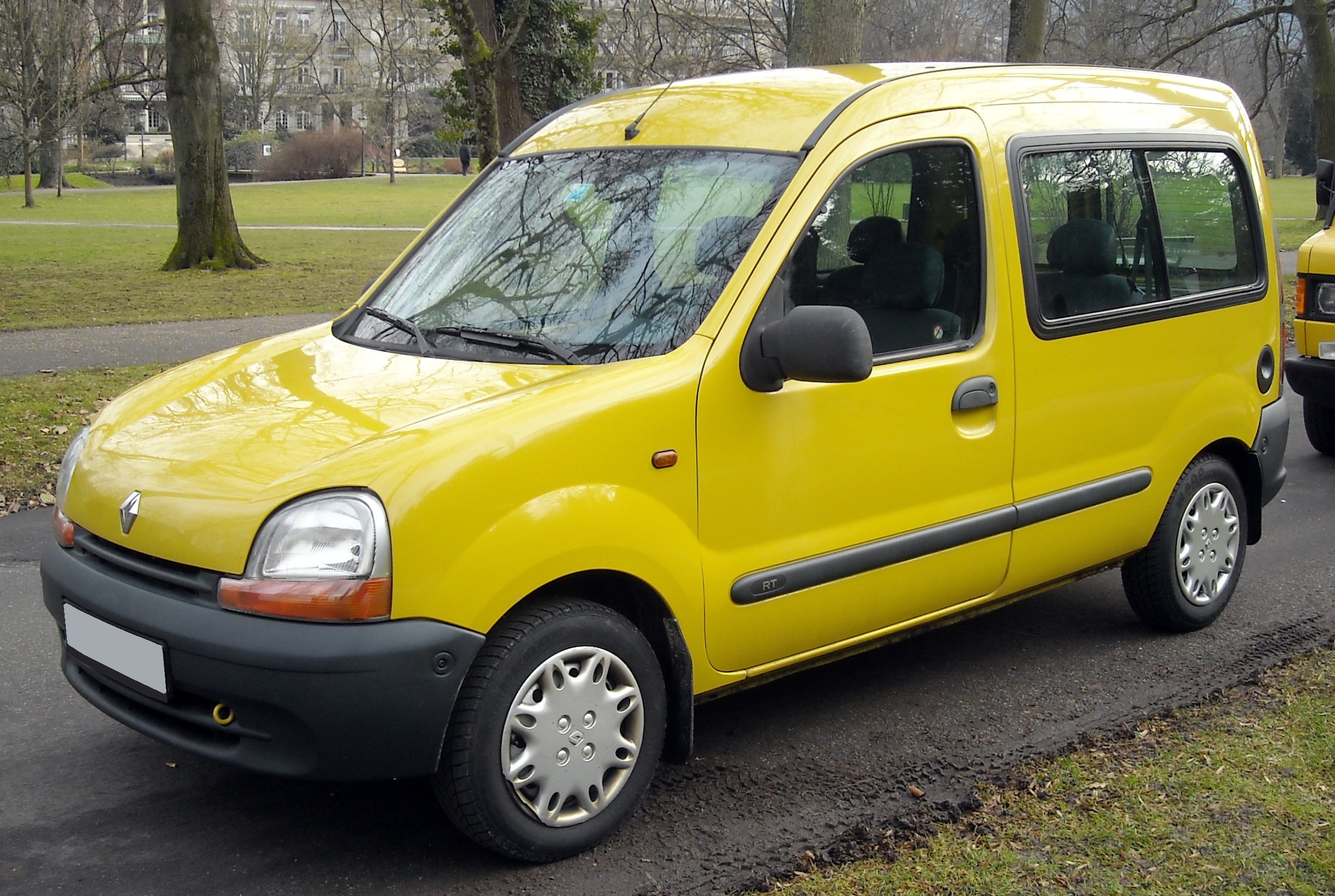
Renault Kangoo I phase 1.

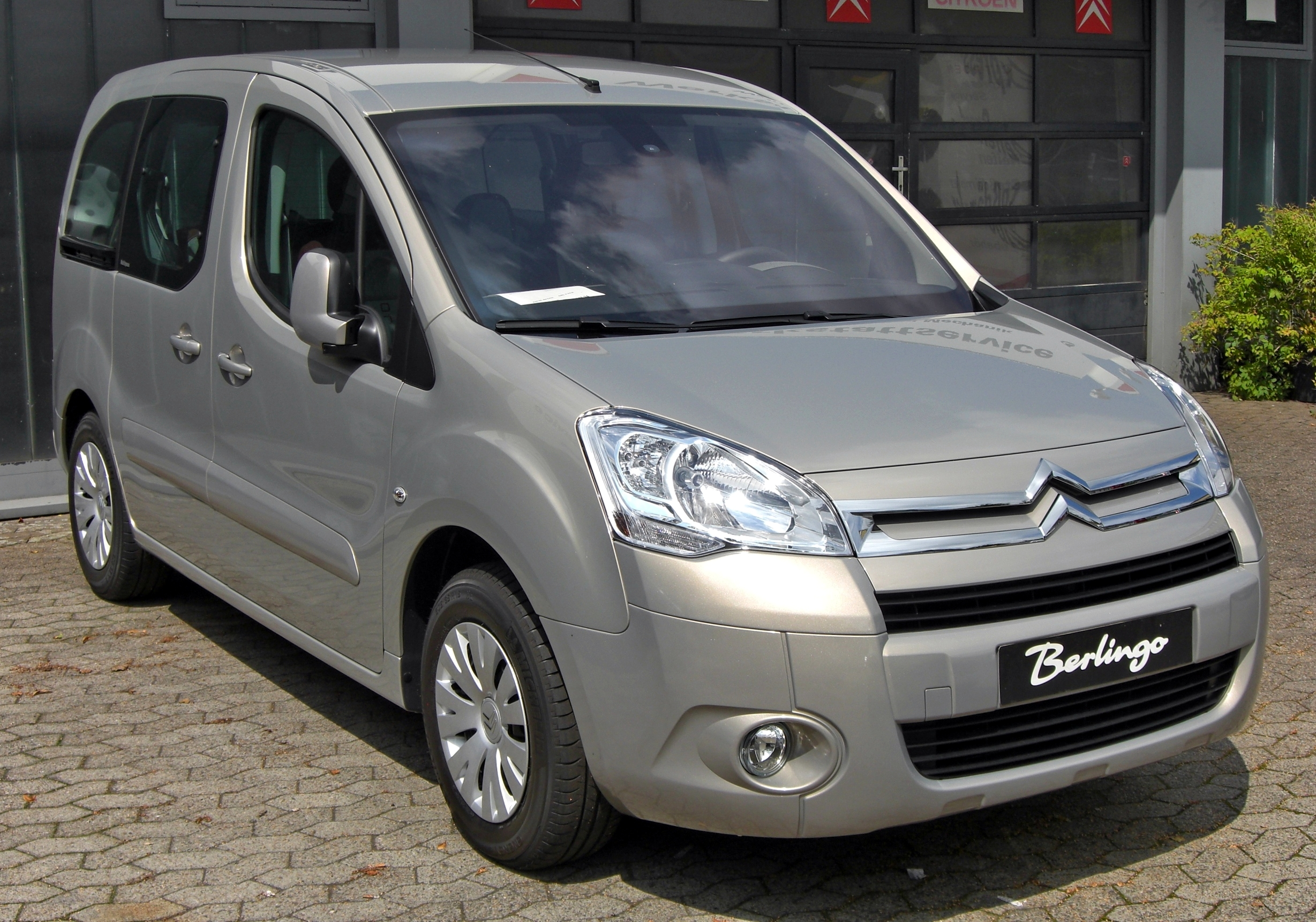
Citroën Berlingo II phase 1.

- Mercedes-Benz Citan ; Mercedes-Benz Classe T
- Mercedes-Benz Vaneo
- Opel Combo Tour
- Opel Combo Life
- Peugeot Bipper Tepee
- Peugeot Partner Tepee
- Peugeot Rifter
- Renault Kangoo
- Renault Kangoo Be Bop
- Škoda Roomster
- Toyota ProAce City Verso
- Volkswagen Caddy